# Michael Sullivan (Sportschütze)
Michael J. Sullivan (* 6. Dezember 1942 in Exeter) ist ein ehemaliger britischer Sportschütze.

## Erfolge
Michael Sullivan nahm an den Olympischen Spielen 1984 in Los Angeles mit dem Kleinkalibergewehr in der Konkurrenz im liegenden Anschlag auf 50 m teil. Mit 596 Punkten platzierte er sich hinter Edward Etzel und Michel Bury auf dem dritten Rang und erhielt so die Bronzemedaille. 1990 sicherte er sich bei den Weltmeisterschaften in Moskau ebenfalls Bronze im Mannschaftswettbewerb mit dem Gewehr im liegenden Anschlag auf 300 m.